# Айбелици
Айбелици (на гръцки: Αϊμπελίτσι) е малък остров в Северна Гърция, част от дем Ситония, област Централна Македония. Островът е разположен в западната част на Светогорския залив, северно от големия остров Диапорос и в 2001 година е без жители.